# يان فلمنج
يان فلمنج (بالإنجليزية: Ian Fleming)‏ (15 يناير 1953 في المملكة المتحدة - ) هو مدرب كرة قدم ولاعب كرة قدم بريطاني في مركز جناح ‏. لعب مع شيفيلد وينزداي ونادي أبردين ونادي بريتشين سيتي ونادي دندي ونادي كيلمارنوك.

## وصلات خارجية
- يان فلمنج على موقع قاعدة بيانات كرة القدم.إي يو (الإنجليزية)